# Holcocera funebra
Holcocera funebra é uma espécie de mariposa do gênero Holcocera pertencente à família Coleophoridae.